# Observation (jeu vidéo)
Observation est un jeu vidéo d’aventure et de réflexion développé par le studio écossais No Code et publié par Devolver Digital. Le jeu, décrit comme un thriller de science-fiction, met le joueur aux commandes de l’intelligence artificielle (IA) d’une station spatiale afin de reprendre la situation en main après la soudaine et mystérieuse disparition de son équipage. Observation est sorti sous Microsoft Windows et PlayStation 4 le 21 mai 2019.
Observation fait beaucoup de références à des films de science-fiction comme 2001, l’Odyssée de l’espace, Gravity, Life : Origine inconnue et Interstellar.

## Synopsis
L’histoire débute en février 2026 à 410 kilomètres en orbite autour de la Terre. La station spatiale internationale Observation subit un mystérieux incident provoquant la destruction d’une partie de la structure ainsi que la disparition de l’ensemble des membres d’équipage exception faite de l’astronaute Emma Fisher. Au cœur de ce chaos généralisé suscitant de nombreuses interrogations quant aux origines du drame, vous incarnez SAM (pour Systems Administration & Maintenance), l’intelligence artificielle chargée de la station.